# Bundesverband Farbe Gestaltung Bautenschutz
Der Bundesverband Farbe Gestaltung Bautenschutz bündelt als Wirtschafts- und Arbeitgeberverband die Interessen der Innungsbetriebe des Maler- und Lackiererhandwerks für die Branche in ganz Deutschland. Die Verbandsarbeit begründet sich in der freiwilligen und kostenpflichtigen Mitgliedschaft der Betriebe in der jeweiligen regional zuständigen Innung vor Ort. Sitz des Vereins ist Frankfurt am Main.

## Geschichte des Verbandes
Die Mitte bzw. Ende des 19. Jahrhunderts einsetzende Industrialisierung führte zu einer Entwicklung, die im Jahr 1907 in die Gründung des 1. Deutschen Arbeitgeberverbandes im Malerhandwerk führte. Die Gründung fand in Hannover statt.

## Mitglieder
389 Maler-Lackierer-Innungen haben sich im Bundesgebiet in 16 Landesinnungsverbänden zusammengeschlossen, die wiederum den Bundesverband Farbe Gestaltung Bautenschutz bilden. Der Bundesverband Farbe Gestaltung Bautenschutz umfasst insgesamt 40403 Betriebe und 2773 Ehrenamtliche. Der Arbeitgeber- und Wirtschaftsverband vertritt eine Branche mit ca. 42.000 Maler-Lackiererbetrieben, ca. 200.000 Beschäftigten und mehr als 35.000 Lehrlingen.

## Gliederung und Geschäftstätigkeit
Zum Bundesverband gehören die Landesinnungsverbände von Baden-Württemberg, Bayern, Berlin-Brandenburg, Bremen, Hamburg, Hessen, Mecklenburg-Vorpommern, Niedersachsen, Nordrhein, Rheinland-Pfalz, Saarland, Sachsen, Sachsen-Anhalt, Schleswig-Holstein, Südbaden, Thüringen und Westfalen. Alle Landesinnungsverbände werden vertreten durch einen Landesinnungsmeister und einen Geschäftsführer.
Die Mitglieder der einzelnen Ausschüsse des Bundesverbandes Farbe (Bildung, Öffentlichkeitsarbeit, Sozialpolitik, Technik, Wirtschaft) sind die Vertreter der Landesinnungsverbände. In den Ausschüssen wird Einfluss auf die Lösung fachspezifischer Probleme der Branche genommen.
Das Aufgabenspektrum des Verbandes heutzutage ist vielfältig. Hauptaufgabe des Verbandes ist es jedoch, den Innungsbetrieben der Maler- und Lackiererbranche Vorteile am Markt zu sichern. Dabei werden Innovationen und Märkte sowie Entwicklungen auf dem Dienstleistungssektor beobachtet und berücksichtigt, die den Mitgliedsbetrieben Perspektiven in ihrem Berufsfeld eröffnen.

### Arbeitgeberverband
Als Arbeitgeberverband tritt der Bundesverband für Regelungen in der Sozial- und Tarifpolitik ein, die den Maler- und Lackiererbetrieben die Möglichkeit zur Fortentwicklung am Markt bieten sollen und Arbeitsplätze sichern sollen. Mit dem Abschluss von bundesweit geltenden Tarifverträgen werden für die Branche die Lohn- und Arbeitsbedingungen geprägt.
Zusammen mit der Gewerkschaft IG Bau ist der Verband Träger der Gemeinnützigen Urlaubs- und Zusatzversorgungskasse des Maler- und Lackiererhandwerks (Malerkasse). Damit werden die Urlaubsansprüche der Mitarbeiter, insbesondere vor dem Hintergrund kurzer Beschäftigungszeiten aufgrund der Witterung, geregelt bzw. Betriebe vor einer übermäßigen Urlaubsdauer der Mitarbeiter geschützt. Zusätzliche Zusagen zur Altersvorsorge sollen das Image des Maler-Lackierer-Berufes in Deutschland verbessern.
Der Bundesverband informiert auch mögliche Auszubildende, die sich für den Beruf des Malers oder Lackierers interessieren.

### Wirtschaftsverband
Als Wirtschaftsverband vertritt der Bundesverband die gesamte Branche. Dazu bestehen Kontakte zu Ministerien, Verwaltungen und zu den Verantwortlichen in der Politik. Als handwerklicher Spitzenverband besteht eine Mitgliedschaft zum Zentralverband des Deutschen Handwerks (ZDH). Mit weiteren Bau- und Ausbauverbänden erfolgt eine Zusammenarbeit in der Bundesvereinigung Bauwirtschaft. Der Verband ist zudem als Vertreter für die Auftragnehmerseite im Deutschen Vergabe- und Vertragsausschuss für Bauleistungen (DVA) bei der Formulierung der Vergabe- und Vertragsordnung für Bauleistungen (VOB) beteiligt. In der ideellen Trägerschaft des Verbandes steht die im dreijährlichen Rhythmus stattfindende internationale Fachmesse „Farbe – Ausbau und Fassade“. Die Messe wechselt zwischen den Standorten Köln und München.
Als Sozialpartner unterstützt der Bundesverband die Qualifizierung im Handwerk bei der Fassung der Inhalte der Ausbildungs- und Meisterprüfungsverordnung für das Maler-Lackierer-Handwerk. Zudem werden die Aufgabenstellungen für die jährlichen Gesellen- und Meisterprüfungen bundesweit erarbeitet und nahezu flächendeckend angewendet.

### Technischer Verband
Als technischer Verband werden die Standards im Regelwerk, beispielsweise über die Merkblätter des Bundesausschusses für Farbe und Sachwertschutz (BFS) zu den Verarbeiterrichtlinien, gesetzt. Diese beschreiben den Stand der Technik für unterschiedliche Leistungsbereiche des Maler- und Lackiererhandwerks und dienen als Grundlage für die Betriebe, Sachverständige, Planer und Architekten. In ca. 70 DIN/CEN-Normungsausschüssen ist der Verband vertreten, um die Interessen der Profi-Verarbeiter bei der technischen Normierung einzubringen.
Das Institut für Unternehmensführung des BV Farbe bietet den Betrieben Unterstützung bei der Betriebsführung und ermittelt Kenndaten der Branche, wie die Planwerte.

### Fachgruppen
In der Verbandsstruktur zeigen die Aktivitäten der Fachgruppen, die unterschiedliche Ausrichtung des Maler- und Lackiererhandwerks. Die Bundesfachgruppe Fahrzeuglackierer ist die Anlaufstelle für alle Anliegen der Fahrzeuglackierbetriebe. Das Institut für Fahrzeuglackierung ermittelt Grundlagen aus der betrieblichen Praxis, die beispielsweise bei den Beratungen mit der Versicherungswirtschaft wieder einfließen. Die Bundesfachgruppe Putz-Stuck-Trockenbau nimmt sich den besonderen Arbeitsgebieten der Betriebe an.

## Präsenz in nationalen und internationalen Institutionen
Der Bundesverband ist vertreten in folgenden Institutionen:
- Zentralverband des deutschen Handwerks (ZDH)
- Bundesvereinigung der Fachverbände (BFH)
- Bundesvereinigung Bauwirtschaft
- UNIEP (Internationale Malerunion)1
- CEN 139 (Europäisches Normungsgremium)
- Deutsches Institut für Normung e.V.(DIN)
- Forschungsinstitut für Pigmente und Lacke
- Deutscher Verdingungsausschuss für Bauleistungen (DVA)
- Gemeinsamer Ausschuss Elektronik im Bauwesen (GAEB) beim Bundesminister für Raumordnung, Bauwesen und Städtebau
- Aktion Modernes Handwerk (AMH), Berlin
- Deutsches Handwerks-Institut (DHI), München
- Bundesverband Junghandwerk, Stuttgart
- Stiftung für Begabtenförderung im Handwerk, Berlin
- Deutsches Farbenzentrum, Berlin
- Fachverband Wärmedämmverbundsystem, Baden-Baden
- Institut für Fenstertechnik, Rosenheim
- Deutsche Gesellschaft für Holzforschung, München
- Rationalisierungs-Kuratorium der Deutschen Wirtschaft (RKW), Berlin
- IFO-Institut für Wirtschaftsforschung, München

## Finanzierung
Die Kosten für eine freiwillige Mitgliedschaft berechnet die zuständige Innung am Ort der Betriebsniederlassung individuell für alle Antragsteller. Bei der Berechnung des Beitrags ist für die Innung die Bruttolohnsumme des antragstellenden Unternehmens/Betriebs maßgeblich. Eine freiwillige und kostenpflichtige Mitgliedschaft stärkt den Verband, die Interessen der Betriebe tagespolitisch wahrzunehmen und berechtigt zu umfangreichen Vorteilsleistungen die in der Mitgliedschaft zwar automatisch enthalten sind, aber aktiv durch das Mitglied beim Verband angefordert werden müssen.